# Урицкий сельсовет (Липецкая область)
Ури́цкий сельсове́т — сельское поселение в составе Тербунского района Липецкой области России.
Административный центр — село Урицкое.

## История
Образовано на основании Закона Липецкой области от 02.07.2004 N 114-ОЗ «О наделении муниципальных образований в Липецкой области статусом городского округа, муниципального района, городского и сельского поселения». Границы поселения определены Законом Липецкой области от 23.09.2004 N 126-ОЗ «Об установлении границ муниципальных образований Липецкой области».

## Население
| 2009  | 2010  | 2012  | 2013  | 2014  | 2015  | 2016  |
| ----- | ----- | ----- | ----- | ----- | ----- | ----- |
| 1173  | ↘1146 | ↘1136 | ↘1131 | ↘1117 | ↘1102 | ↘1078 |
| 2017  | 2018  | 2021  |       |       |       |       |
| ↘1074 | ↘1047 | ↘976  |       |       |       |       |

## Состав сельского поселения
| № | Населённый пункт | Тип населённого пункта       | Население |
| - | ---------------- | ---------------------------- | --------- |
| 1 | Барышниково      | деревня                      | ↘104      |
| 2 | Даниловка        | деревня                      | ↘32       |
| 3 | Дубровка         | деревня                      | ↘31       |
| 4 | Князевка         | деревня                      | →0        |
| 5 | Урицкое          | село, административный центр | ↘979      |

## Местное самоуправление
Глава администрации — Богатырёва Людмила Дмитриевна (избрана 14 марта 2010 года).

## Экономика
Площадь сельскохозяйственных угодий составляет 5528 га, большая часть которых обрабатывается ООО «Сельхозинвест», часть земель принадлежит крестьянско-фермерским хозяйствам. В 2005 году в Урицком введён в эксплуатацию элеватор.
На территории поселения функционирует ряд торговых точек.

## Образование и культура
В поселении работают: 9-летняя школа, детский сад, дом культуры и 2 библиотеки.

## Известные уроженцы
- Сотников, Александр Тимофеевич — Герой Советского Союза
- Шепелев, Николай Гаврилович — Герой Советского Союза